# (2062) Aton
(2062) Aton o Aten és un asteroide pertanyent als asteroides Aton descobert per Eleanor Francis Helin des de l'observatori de la Monte Palomar, als Estats Units d'Amèrica el 7 de gener de 1976.

## Designació i nom
Aton va ser designat al principi com 1976 AA.
Més endavant es va nomenar per Aton, un déu de la mitologia grega.

## Característiques orbitals
Aton orbita a una distància mitjana de 0,9668 ua del Sol, podent allunyar-se fins a 1,143 ua i apropar-se fins a 0,7901 ua. La seva excentricitat és 0,1827 i la inclinació orbital 18,93°. Triga 347,2 dies a completar una òrbita al voltant del Sol.
Aton dona nom als asteroides Aton, caracteritzats per tenir un semieix major inferior a 1 ua.